# Liste der Naturdenkmale in Bermersheim
Die Liste der Naturdenkmale in Bermersheim nennt die im Gemeindegebiet von Bermersheim ausgewiesenen Naturdenkmale (Stand 29. Februar 2024).

## Ehemalige Naturdenkmale
| Nr. | Bezeichnung | Lage                        | Beschreibung                                                               | Bild                                    |
| --- | ----------- | --------------------------- | -------------------------------------------------------------------------- | --------------------------------------- |
|     | Baumgruppe  | am nördlichen Ortsrand Lage | Ulmus minor, mehrere Bäume, um 1860 gepflanzt; Rechtsverordnung aufgehoben | Direkt Bild zu diesem Denkmal hochladen |